# Església parroquial de l'Assumpció d'Albaida
L'església parroquial de l'Assumpció és un temple catòlic situat a la plaça del Pintor Segrelles, 14, en el municipi d'Albaida. És Bé de Rellevància Local amb identificador nombre 46.24.006-008.

## Història
La parròquia va ser erigida al segle xiii. L'edifici va ser construït entre 1592 i 1621 en estil gòtic valencià, substituint a la vella església de la Mare de Déu de l'Assumpció, construïda al segle xiii. Va ser restaurat el 1830.

## Descripció
L'església consta d'una única nau, amb capelles entre els contraforts. La façana destaca per la seva senzillesa i les seves dues portalades renaixentistes. L'esvelt campanar de planta quadrada es va utilitzar com a torre de vigilància fins que a mitjan segle xix li va ser afegit un remati.
A l'interior, en les capelles, es troben escultures neobarroques de Gallarza, el llit imperial de la Mare de Déu d'Agost (del segle xvii) i la pica baptismal de marbre (del segle xviii). En l'altar major (del segle xvii) hi ha un conjunt d'olis de Josep Segrelles. També de Segrelles són les pintures d'escenes religioses d'Albaida que hi ha entre els arcs de les capelles i la cornisa de la nau, així com els llenços de la capella Real de la Comunió, edifici adjacent del segle xix. La sagristia conserva diversos luxosos ornaments dels segles XV al XX, destacant la Veritable Creu, un reliquiari de plateria gòtica, possiblement del segle xv.

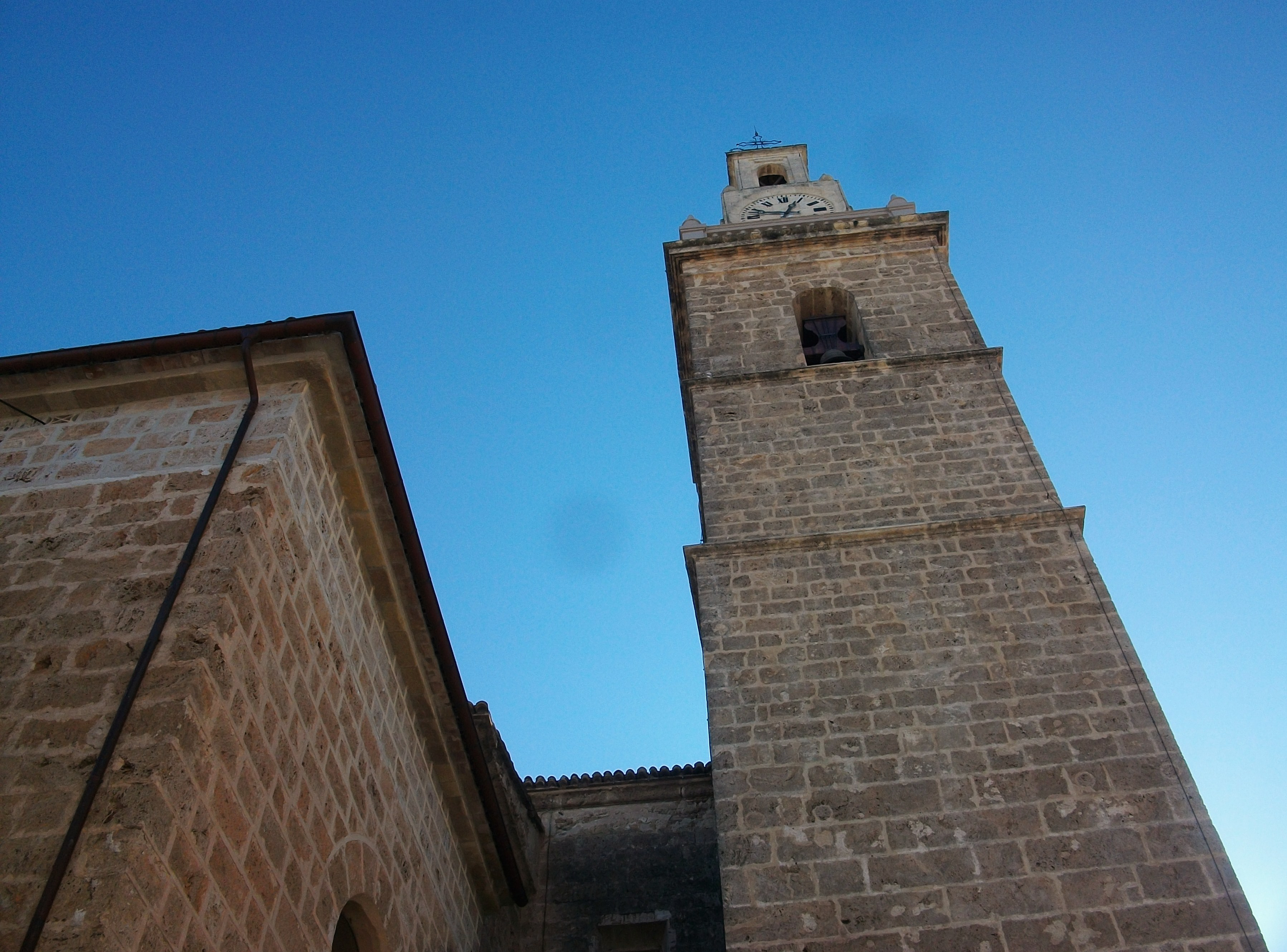
Campanar
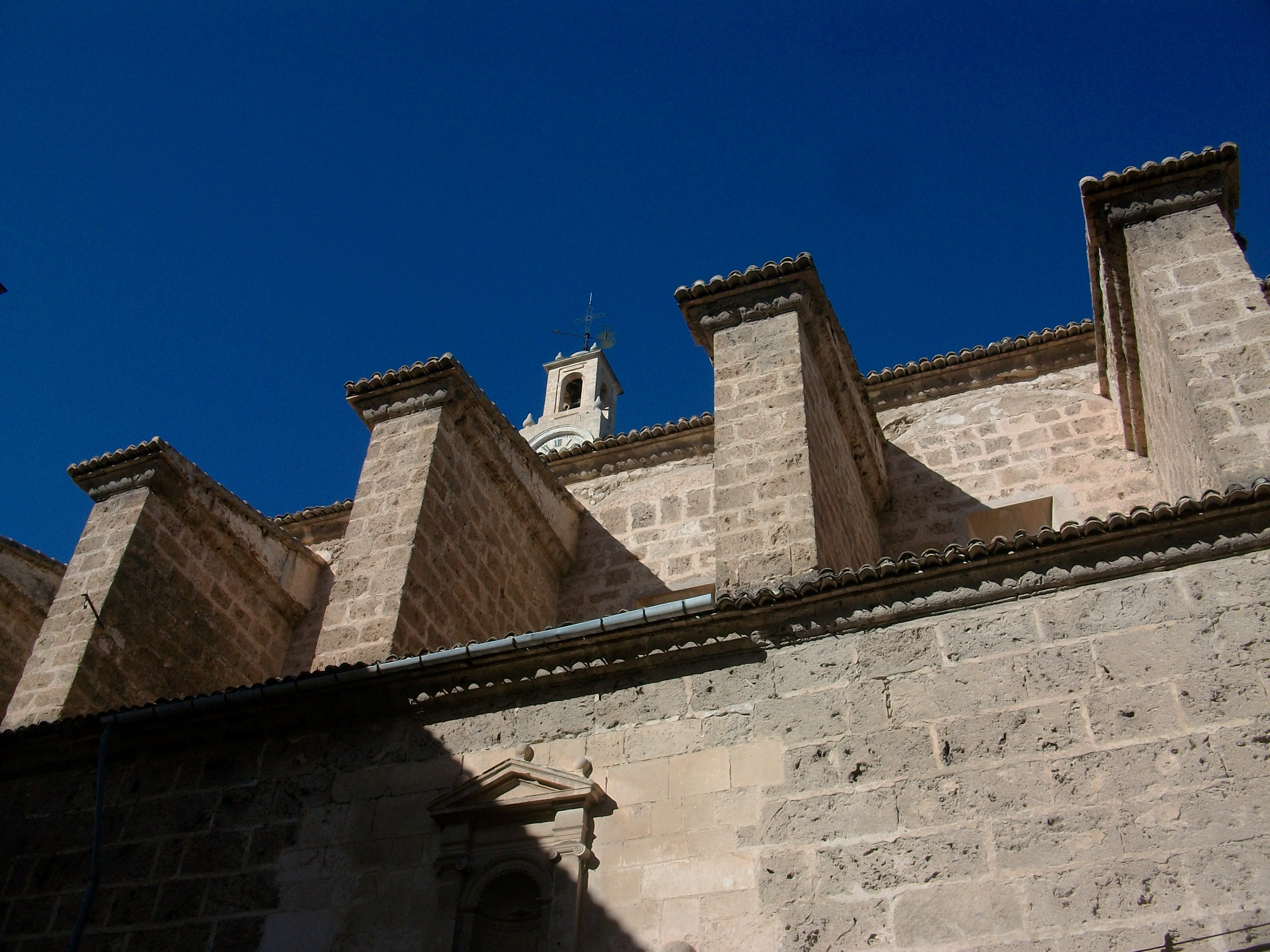
Contraforts
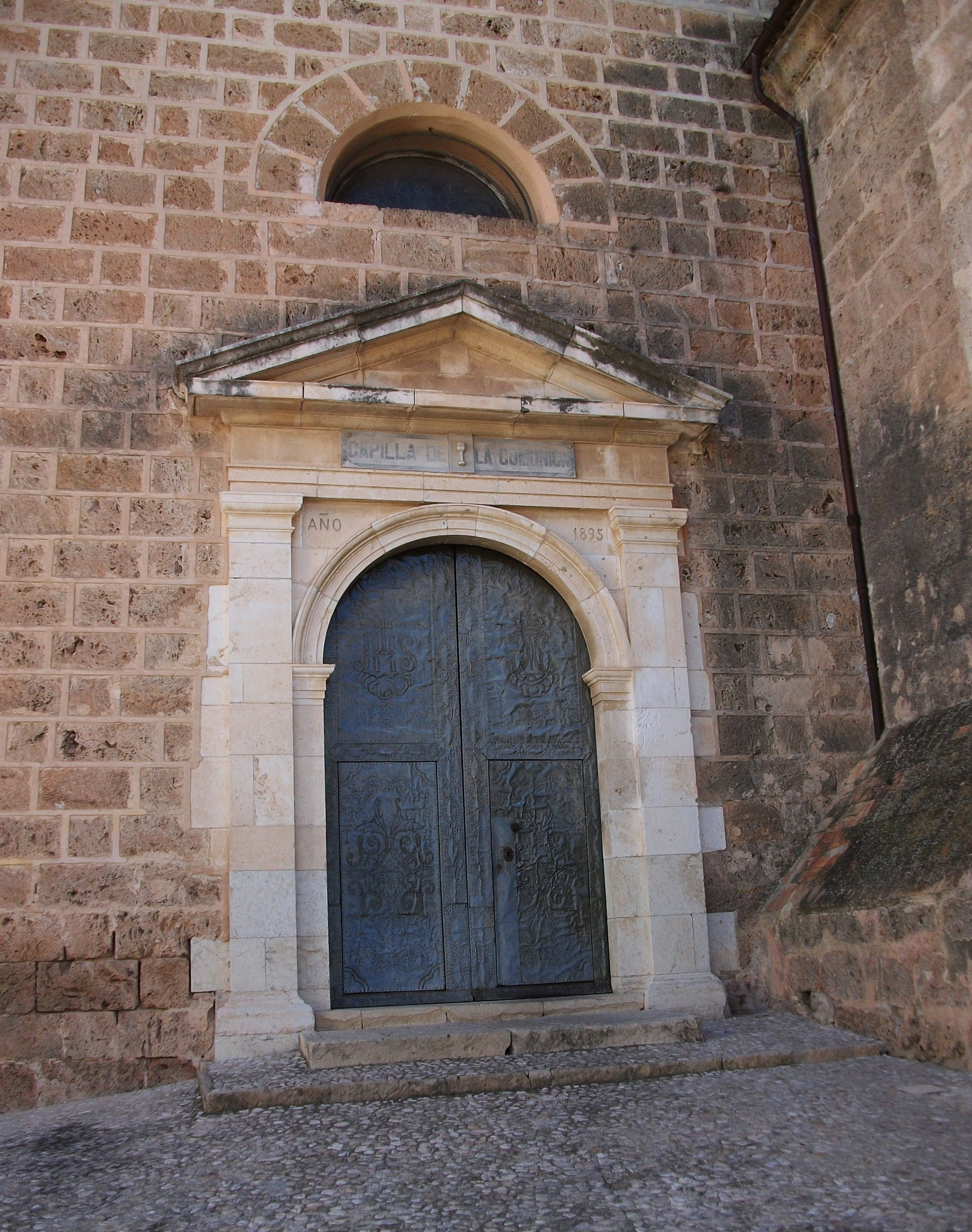
Portada de la capella de la Real Comunió
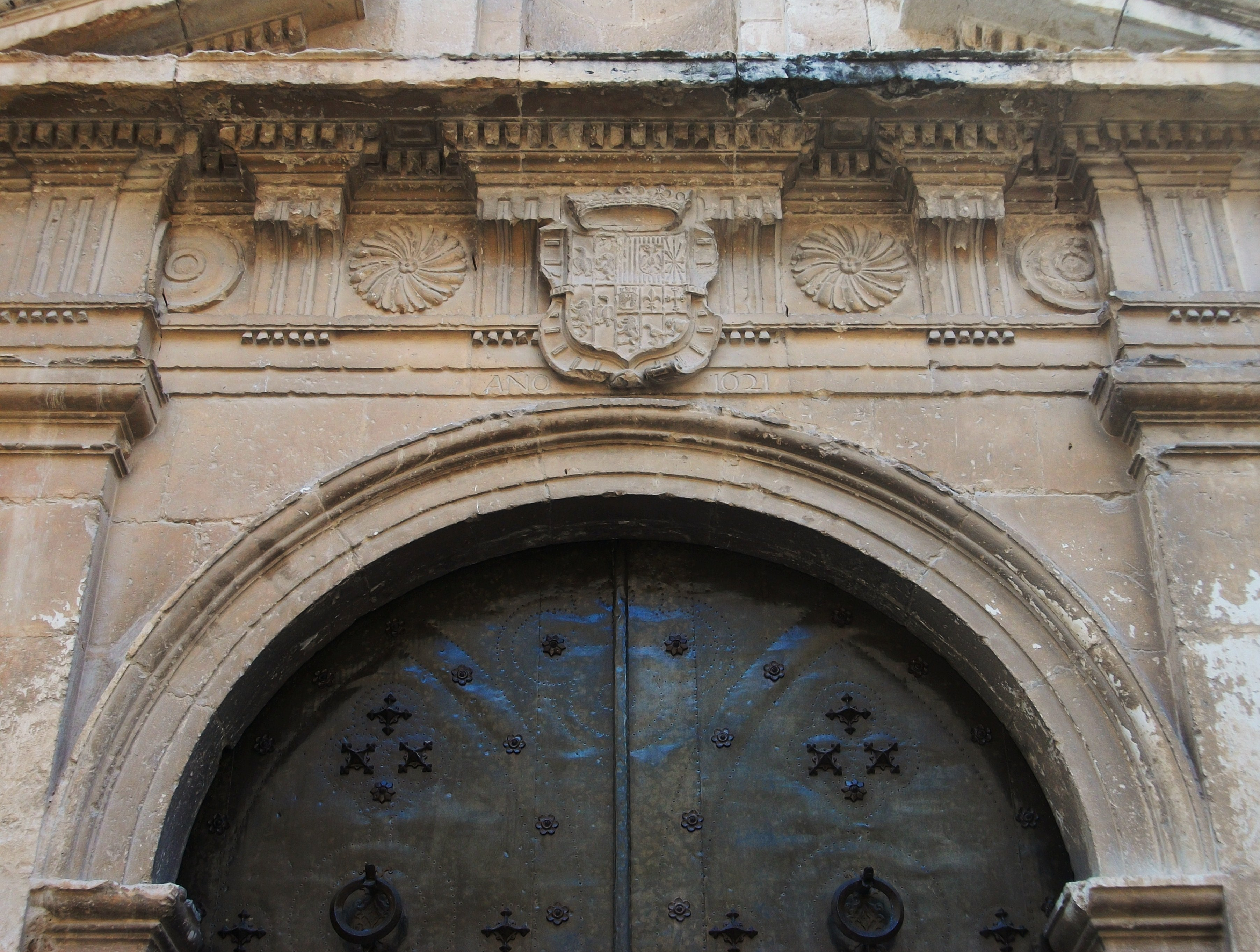
Portada lateral
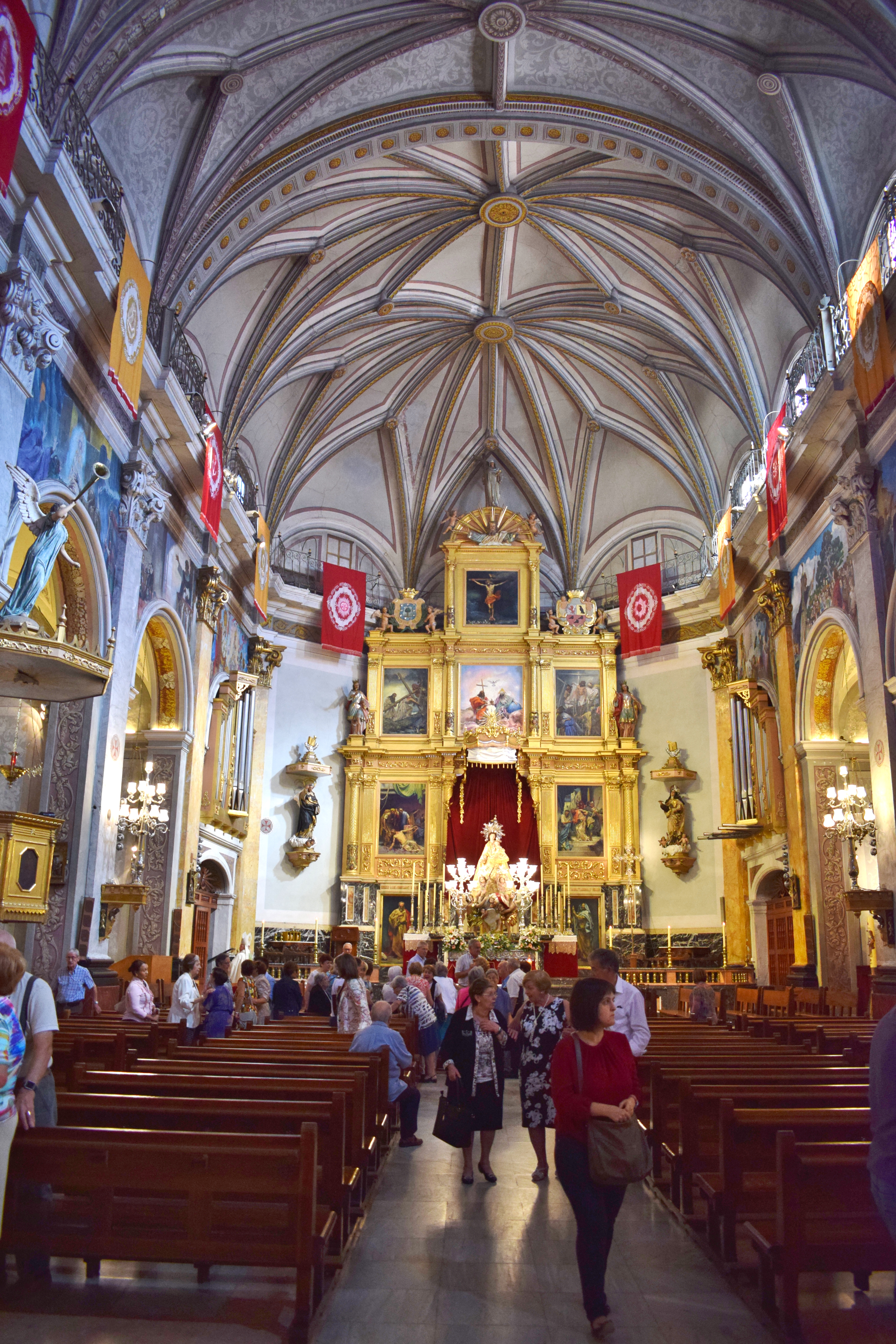
Interior de l'església